# پریلپی (ناحیه راکوونیک)
پریلپی (به چکی: Přílepy) یک منطقهٔ مسکونی در جمهوری چک است که در ناحیه راکوونیک واقع شده‌است.